# أمام (سمام)
أمام (بالفارسية: امام) هي قرية تقع في إيران في غيلان. يقدر عدد سكانها بـ 127 نسمة بحسب إحصاء 2016.